# Schönau (Grünenbach)

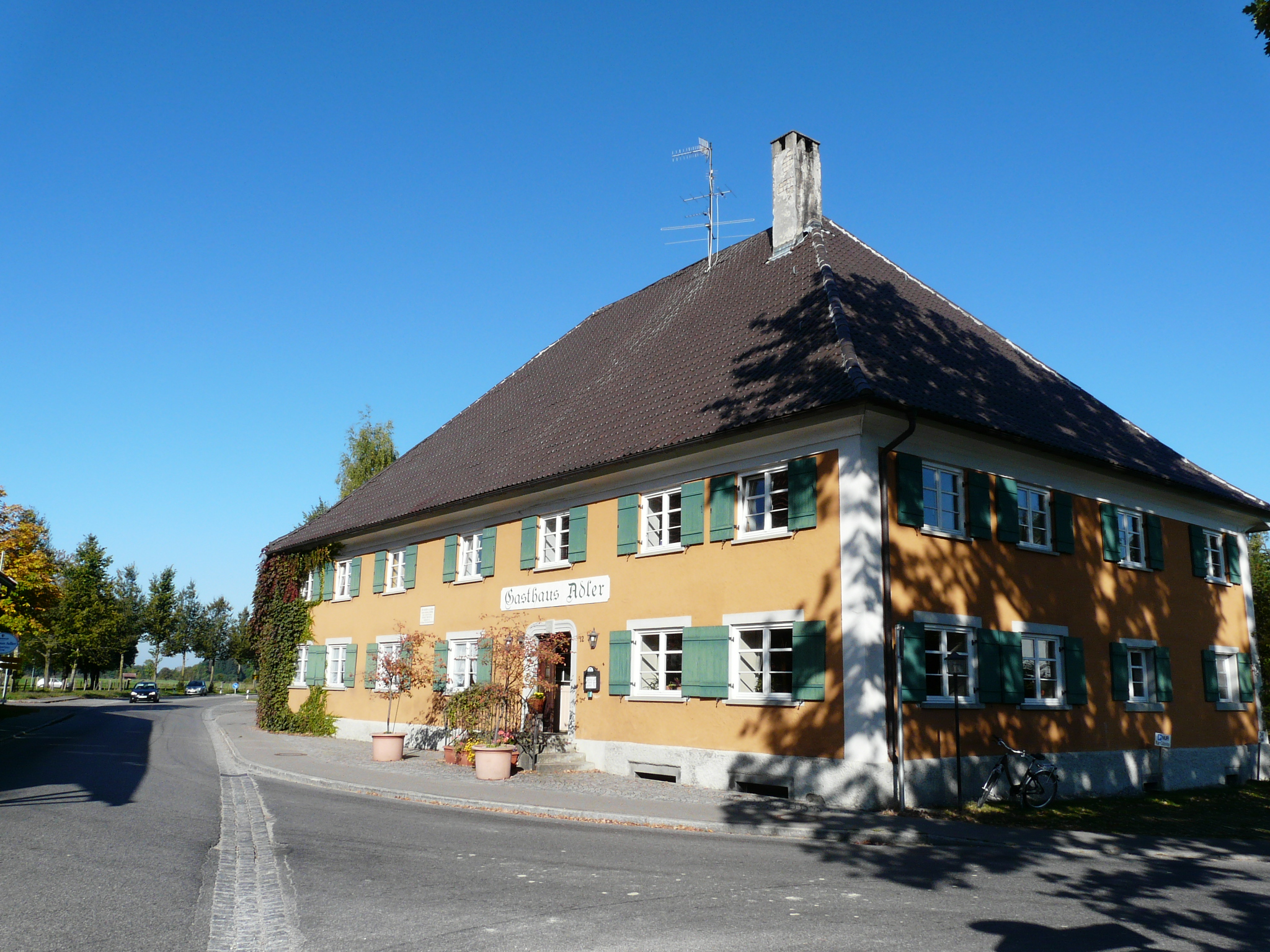
Ortsprägendes Gasthaus Adler

Schönau (westallgäuerisch: Schinnə, veraltet: Schinau) ist ein Gemeindeteil der Gemeinde Grünenbach im bayerisch-schwäbischen Landkreis Lindau (Bodensee).

## Geographie
Das Dorf liegt circa einen Kilometer südwestlich des Hauptorts Grünenbach und zählt zur Region Westallgäu. Südlich der Ortschaft verläuft die Bahnstrecke Buchloe–Lindau.

## Ortsname
Der Ortsname setzt sich aus dem mittelhochdeutschen Wort schoene für schön sowie dem Grundwort -au zusammen und bedeutet (Siedlung in) einer schönen wasserreichen Gegend.

## Geschichte

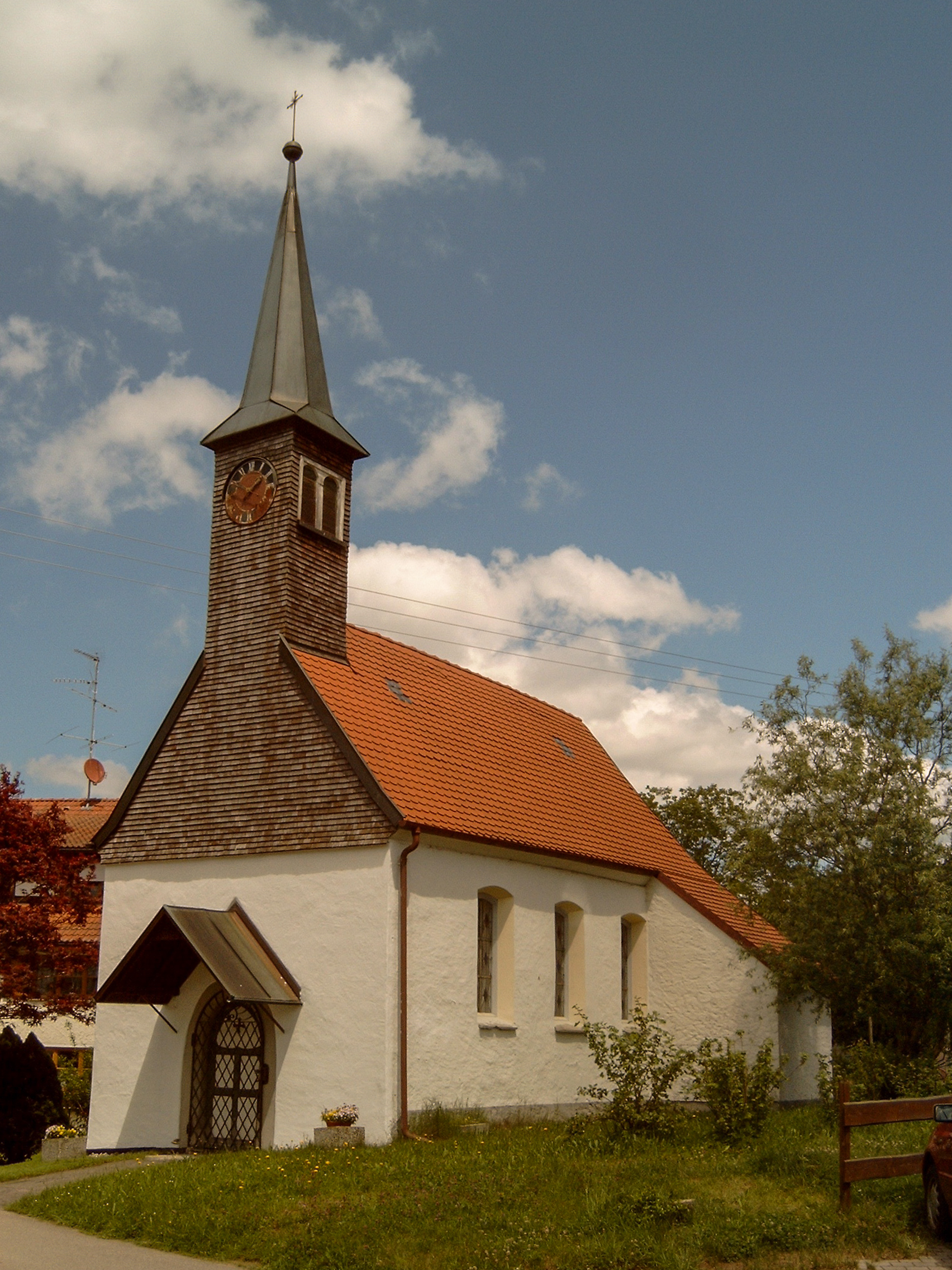
Kapelle St. Martin

Schönau wurde erstmals 1250 urkundlich als Schönnowe erwähnt. Mitte des 17. Jahrhunderts wurde die Kapelle St. Martin erbaut. Im Jahr 1770 wurde die Schule eröffnet. Am 4. Mai 1778 begann die Vereinödung in Schönau mit 38 Teilnehmern, welche am 21. Juni desselben Jahres abgeschlossen war. Der Ort gehörte einst der Herrschaft Laubenberg und später dem Gericht Grünenbach in der Herrschaft Bregenz an. 1801 brannte im Ort die Taferne ab, für den anschließenden Wiederaufbau des heutigen Gasthaus Adler wurden die Steine der Burg Altlaubenberg verwendet. 1834 folgte die Anschaffung einer Feuerspritze für den Ort. Erste Forderungen einer Zusammenlegung von der Gemeinde Schönau mit der Gemeinde Grünenbach kamen im Jahr 1836, diese Idee wurde jedoch verworfen und erst 1860 wieder aufgegriffen. Am 12. August 1860 fand der Zusammenschluss der bis dahin selbstständigen Gemeinde Schönau mit der Gemeinde Grünenbach statt.

### Freigericht

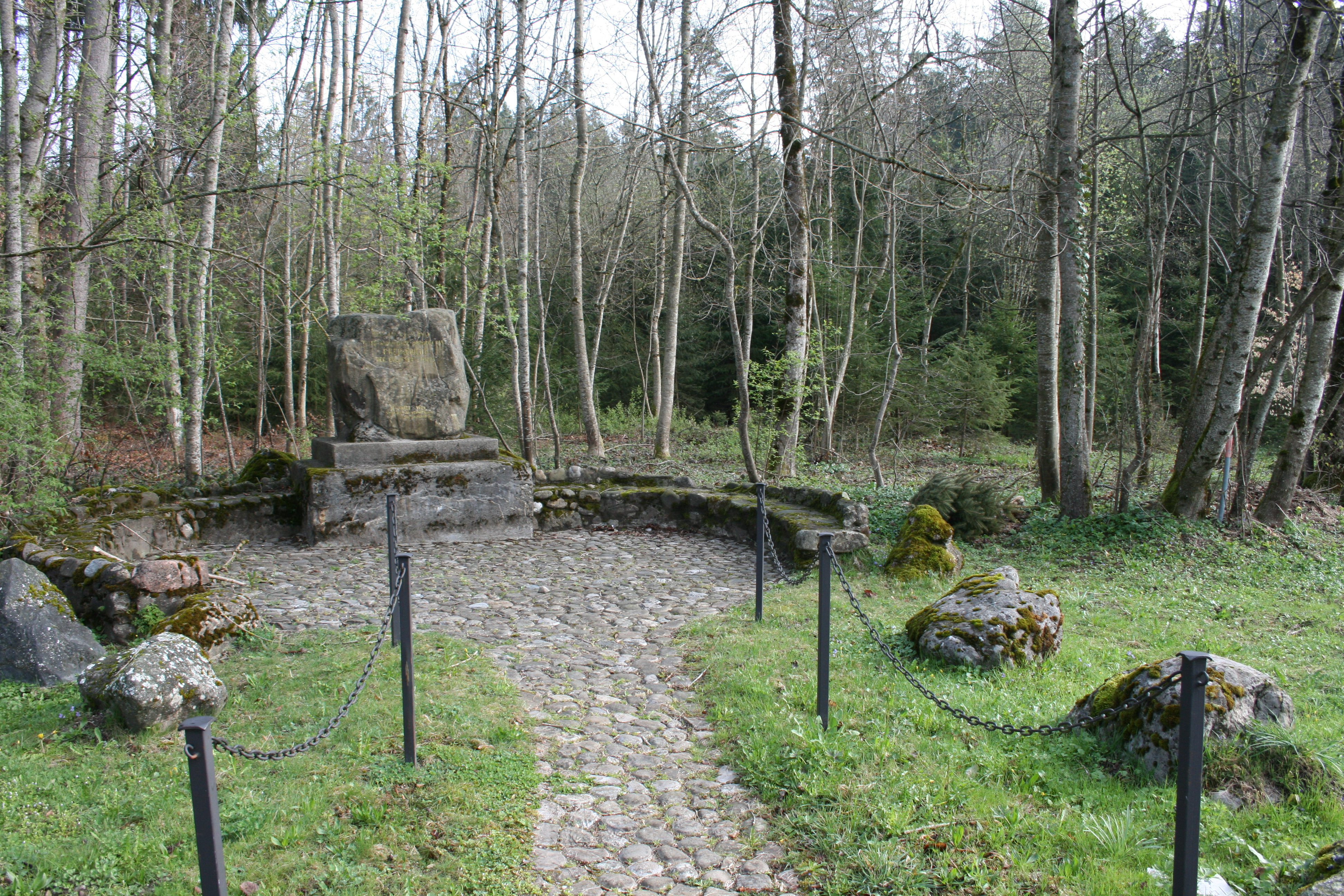
Das Freigericht bei Schönau

Auf dem Buch zwischen Schönau und Röthenbach tagte bis 1805 das Freigericht der Freien Bauern der Grafschaft Eglofs, die im oberen (Grafschaft Rothenfels um Kempten und den Niedersonthofener See) und unteren Sturz (Herrschaft Hohenegg und Herrschaft Staufen) verteilt im Allgäu lebten. An diesem Ort wird auch eine frühere Thingstätte vermutet. Das Freigericht der Freien von Eglofs fand jedes Jahr im Frühsommer bei „Freiem heiteren Himmel“ statt, bei Regen jedoch im Wirtshaus in Schönau.

## Gemeindeteile
Die ehemalige Gemeinde Schönau bestand aus folgenden Ortsteilen:
- Schönau
- Laubenberg
- Motzgatsried
- Schneit

## Baudenkmäler
Siehe: Liste der Baudenkmäler in Schönau

## Persönlichkeiten
- Albert Sauer (1911–1993), deutscher Geistlicher und Schriftsteller